# Konvent 20a (Quedlinburg)

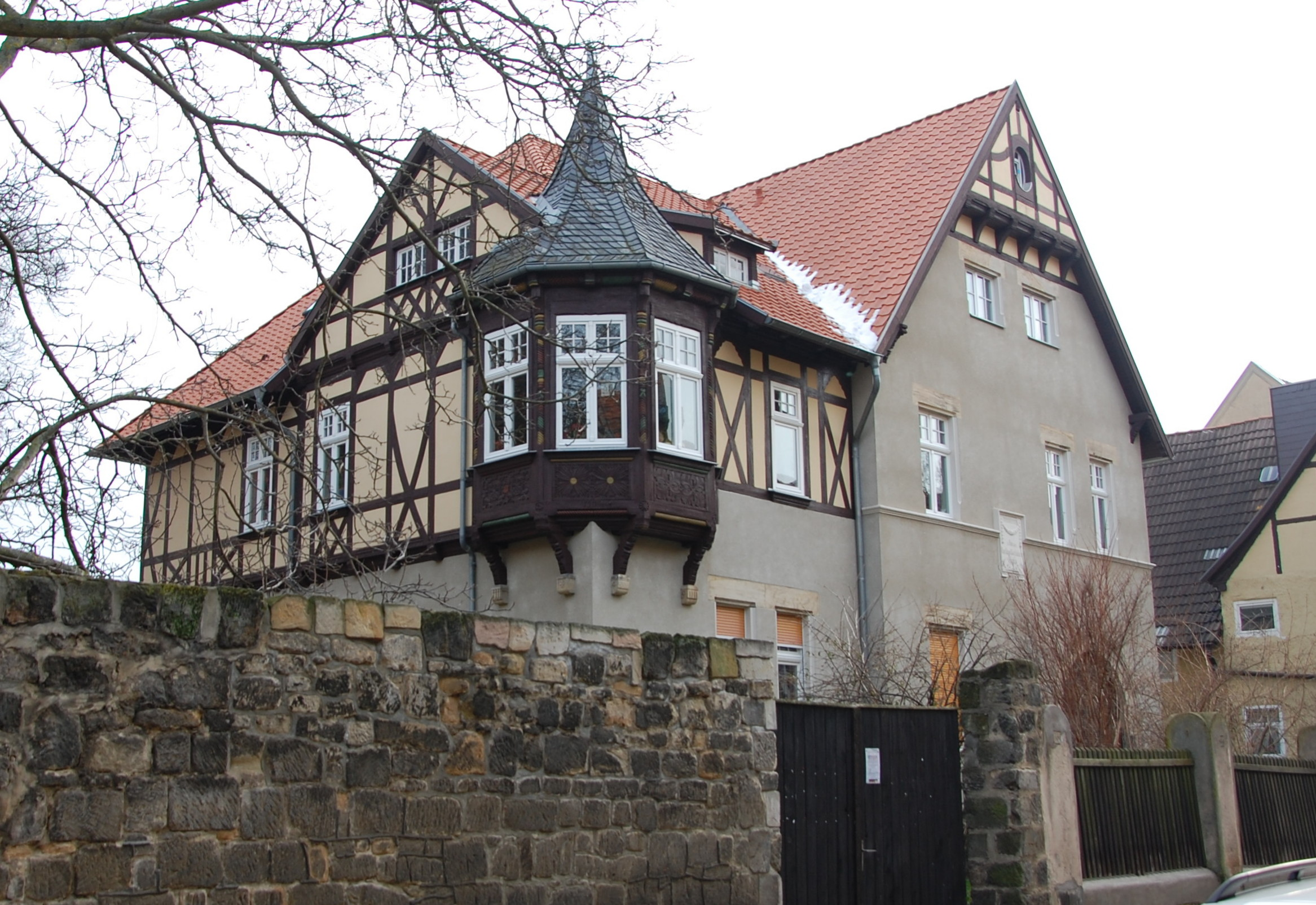
Haus Konvent 20a

Das Haus Konvent 20a ist ein denkmalgeschütztes Gebäude in der Stadt Quedlinburg in Sachsen-Anhalt. Es dient als Pfarrhaus der evangelischen Sankt-Nikolai-Gemeinde.

## Lage
Es befindet sich in der historischen Quedlinburger Neustadt auf der Ostseite der Straße Konvent und ist im Quedlinburger Denkmalverzeichnis als Pfarrhaus eingetragen.

## Architektur und Geschichte
Das im Stil einer Villa gestaltete Haus wurde um 1905 errichtet. Es weist Elemente des Jugendstils auf und verfügt über einen in Fachwerkbauweise gestalteten Ziergiebel sowie einen Erker. Teile des Gebäudes sind aus Sandstein gebaut.
Auch die Grundstückseinfriedung und der Garten sind denkmalgeschützt.
Auf dem Grundstück bestand ein 1683 errichteter Vorgängerbau. Der linke Teil des Fachwerkgebäudes war vom Quedlinburger Zimmermeister Martin Lange errichtet worden. Auf Lange als Zimmermeister verwies nach einer Darstellung des Heimatforschers Adolf Brinkmann die am Haus befindliche Inschrift M. MERTEN LANGE Z.M.